# Melbourne Beach
Melbourne Beach ist eine Stadt im Brevard County im US-Bundesstaat Florida. Das U.S. Census Bureau hat bei der Volkszählung 2020 eine Einwohnerzahl von 3.231 ermittelt.

## Geographie
Melbourne Beach liegt auf einer Barriereinsel an der mittleren Atlantikküste Floridas, etwa 50 Kilometer südlich von Cape Canaveral. Die Stadt reicht von der Atlantikküste der an dieser Stelle nur etwa einen Kilometer breiten Nehrung zur landseitigen Küste am Indian River (einem Meeresarm, der Teil des Atlantic Intracoastal Waterway ist).
Über den Melbourne-Damm in der nördlichen Nachbargemeinde Indialantic ist Melbourne Beach seit 1921 mit der Stadt Melbourne auf dem Festland verbunden. Weitere angrenzende Städte sind Palm Bay und Melbourne.

## Geschichte
Wahrscheinlich war Juan Ponce de León der erste Europäer, der dieses Gebiet sah, als er 1513 hier landete. Melbourne Beach ist die älteste Strandgemeinde in Brevard County; sie wurde 1883 von Cyrus E. Graves, einem ehemaligen Offizier der Konföderierten, gegründet.
Zunächst versuchte die Gemeinde von Landwirtschaft – vor allem Ananas und andere tropische Früchte – zu leben, gab diesen Versuch aber nach schweren Frostschäden 1895 wieder auf.
Ab 1889 begann man mit dem Bau einer Badeanstalt, eines Piers und einer kleinen Eisenbahn zwischen den beiden Küsten, um sich um Tourismus zu kümmern. Zunächst mussten Gäste noch mit einer Fähre übersetzen – erst ein Segelboot, später ein Motorboot. Mit dem Bau des Dammes 1921 wurde der Zugang zu Melbourne Beach sehr erleichtert.
1923 wurde die Gemeinde offiziell als Stadt anerkannt.

## Demographische Daten
Laut der Volkszählung 2010 verteilten sich die damaligen 3101 Einwohner auf 1574 Haushalte. Die Bevölkerungsdichte lag bei 1148,5 Einw./km². 96,8 % der Bevölkerung bezeichneten sich als Weiße, 0,5 % als Afroamerikaner, 0,2 % als Indianer und 1,1 % als Asian Americans. 0,3 % gaben die Angehörigkeit zu einer anderen Ethnie und 1,1 % zu mehreren Ethnien an. 3,2 % der Bevölkerung bestand aus Hispanics oder Latinos.
Im Jahr 2010 lebten in 24,7 % aller Haushalte Kinder unter 18 Jahren sowie 35,6 % aller Haushalte Personen mit mindestens 65 Jahren. 64,8 % der Haushalte waren Familienhaushalte (bestehend aus verheirateten Paaren mit oder ohne Nachkommen bzw. einem Elternteil mit Nachkomme). Die durchschnittliche Größe eines Haushalts lag bei 2,31 Personen und die durchschnittliche Familiengröße bei 2,85 Personen.
21,5 % der Bevölkerung waren jünger als 20 Jahre, 13,5 % waren 20 bis 39 Jahre alt, 34,9 % waren 40 bis 59 Jahre alt und 30,2 % waren mindestens 60 Jahre alt. Das mittlere Alter betrug 50 Jahre. 51,1 % der Bevölkerung waren männlich und 48,9 % weiblich.
Das durchschnittliche Jahreseinkommen lag bei 75.313 $, dabei lebten 5,9 % der Bevölkerung unter der Armutsgrenze.
Im Jahr 2000 war Englisch die Muttersprache von 95,79 % der Bevölkerung, spanisch sprachen 2,27 % und 1,94 % hatten eine andere Muttersprache.

## Sehenswürdigkeiten
Die Community Chapel of Melbourne Beach und das Melbourne Beach Pier sind im National Register of Historic Places gelistet.

## Verkehr
Durch die Stadt führt die Florida State Road A1A. Der Melbourne International Airport liegt rund zehn Kilometer nordwestlich.

## Kriminalität
Die Kriminalitätsrate lag im Jahr 2010 mit 70 Punkten (US-Durchschnitt: 266 Punkte) im niedrigen Bereich. Es gab drei Körperverletzungen, zwei Einbrüche, 34 Diebstähle und einen Autodiebstahl.

## Persönlichkeiten
- Jorja Fox (* 1968), Schauspielerin, wuchs in Melbourne Beach auf